# Нагірна, 14
Кам'яни́ця на Нагі́рній ву́лиці, 14 (особняк провізора І. Ф. Савранського) — будинок у цегляному стилі раннього модерну, розташований на території колишньої садиби барона Воронцова, що на Татарці (Київ).
До обліку пам'яток містобудування й архітектури місцевого значення споруду внесено наказом Головного управління охорони культурної спадщини №  10/38-11 від 25 червня 2011 року.

## Історія ділянки

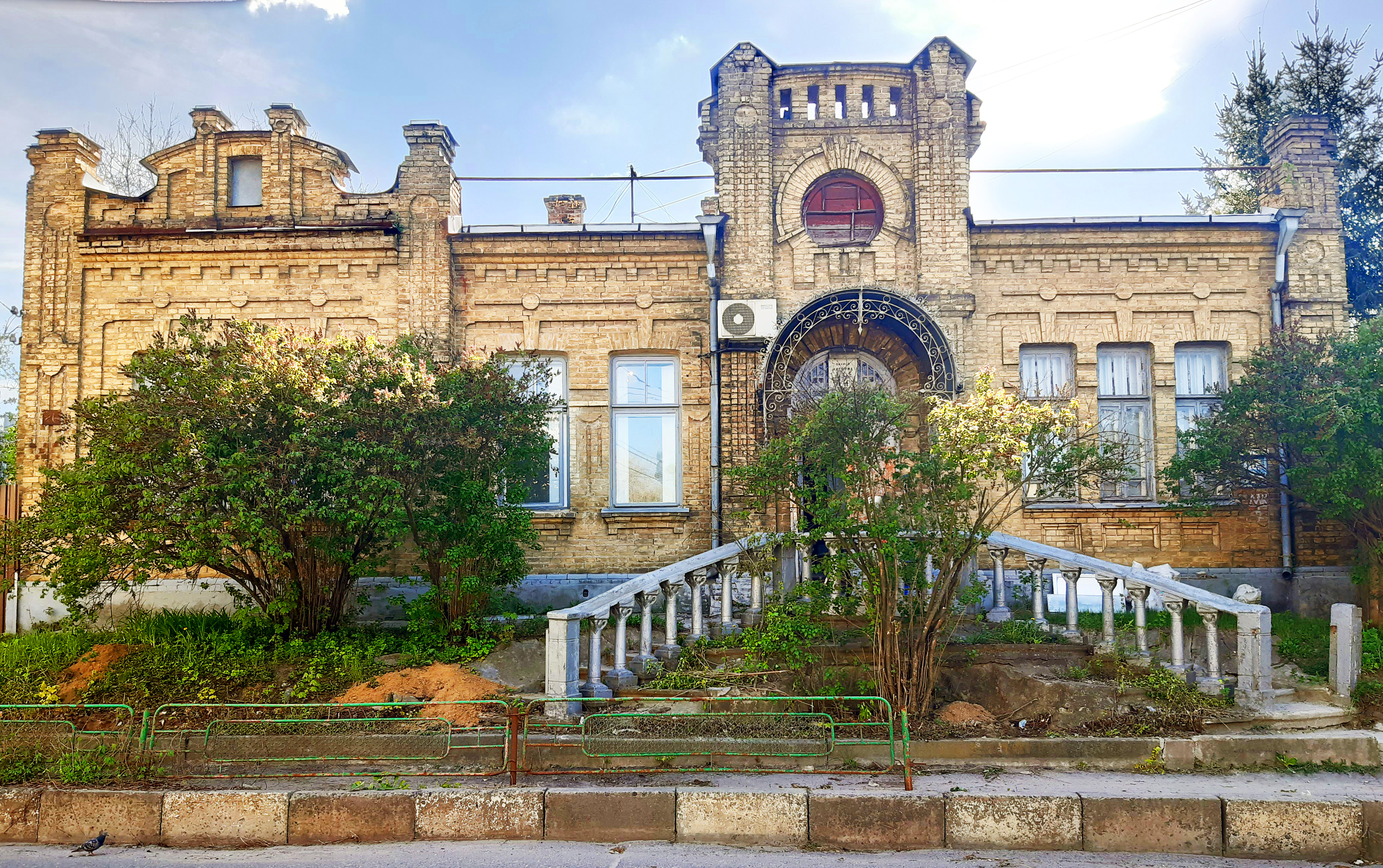

Станом на початок XX сторіччя ділянкою на Нагірній вулиці, 14 володів Воронцов. Його ім'я згадує тавро на дверях кам'яниці: «Придворні виконавці барона Б. В. Воронцова, малюнок заявлений».
За деякими відомостями, особняк збудував провізор І. Ф. Савранський.
З приходом більшовиків у 1918 році садибу націоналізували. У 1920-х роках тут містився дитячий будинок.
1956 року будинок передали у власність професору отоларингологу Мирославу Лукичу Саноцькому. Після смерті власника його нащадки успадкували кам'яницю і поділили на дві квартири.
2016 року садибу виставили на продаж за 770 000 доларів.

## Архітектура

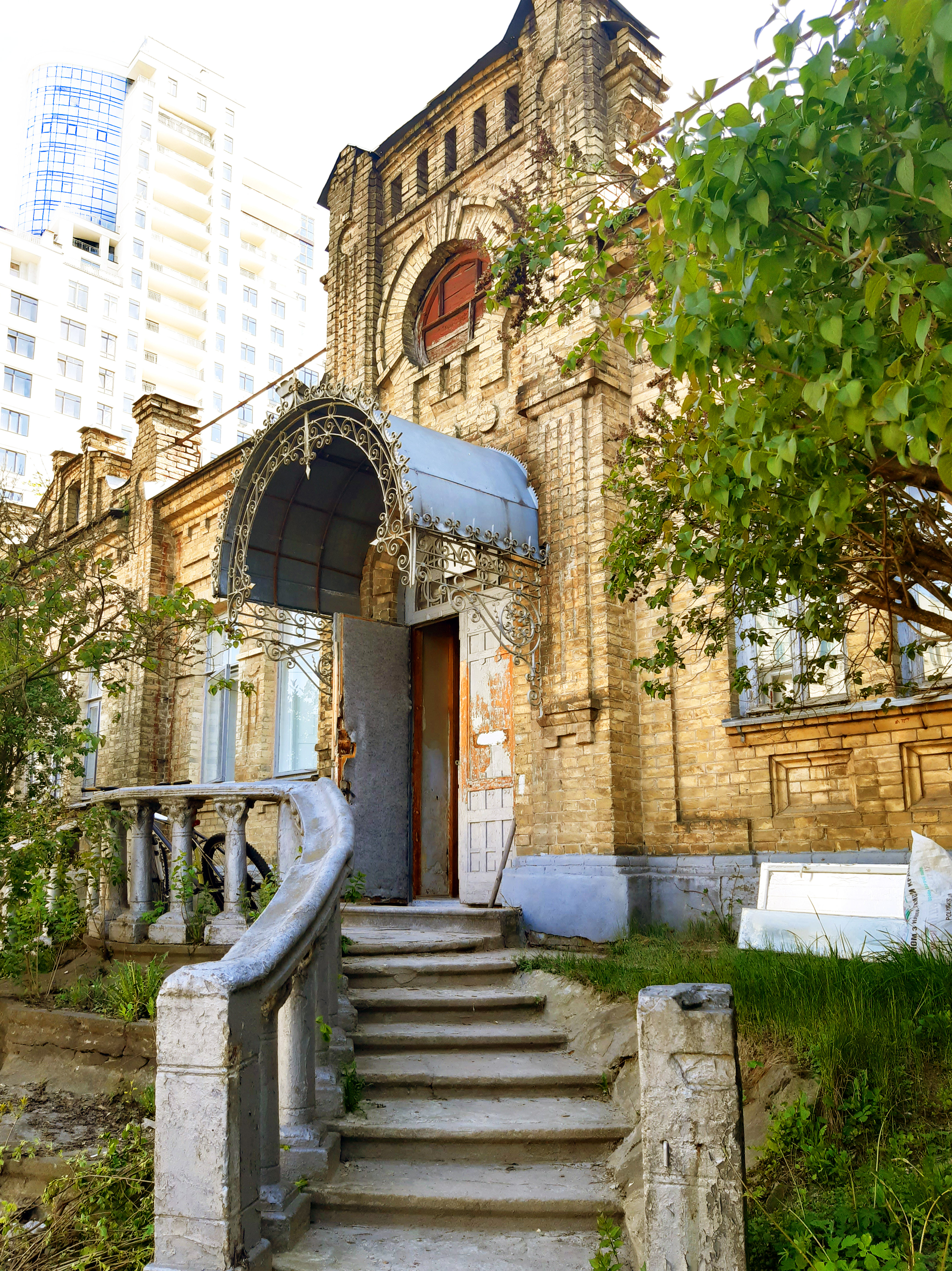
Парадний вхід

Проєкт будинку розробив київський архітектор Микола Горденін.
Одноповерхова кам'яниця має підвал, вальмовий дах, парадний і дворовий входи. У будинку розплановані вітальня площею понад 31 м², п'ять житлових кімнат, кімната для служниці, кухня і санітарний вузол, загальна площа — 250 м².
Чоло будинку вирішене у київській жовтій цеглі, виготовленій на цегельні Іони Мордковича Зайцева.
Асиметричний фасад розчленований на площини лізенами з притаманними для модерну потрійними тягами.
До ґанку ведуть урочисті, як у палацах, сходи з бетонними балясинами. Парадний вхід акцентовано ризалітом. Високий прямокутний аттик над ним декорований овальним модерністським вікном-люкарною і підковоподібною лиштвою. Над дверима — напівциркульний металевий піддашок на ажурних кронштейнах.
Видовжені вікна мають ледь заокруглені фрамужні частини. Над лівим тривіконним ризалітом спочатку передбачався мезонін. Згодом його увінчали криволінійним фронтоном.
На території садиби, площею 20 соток, був сад і фонтан із скульптурою.